# Arsenal da Marinha de Pernambuco

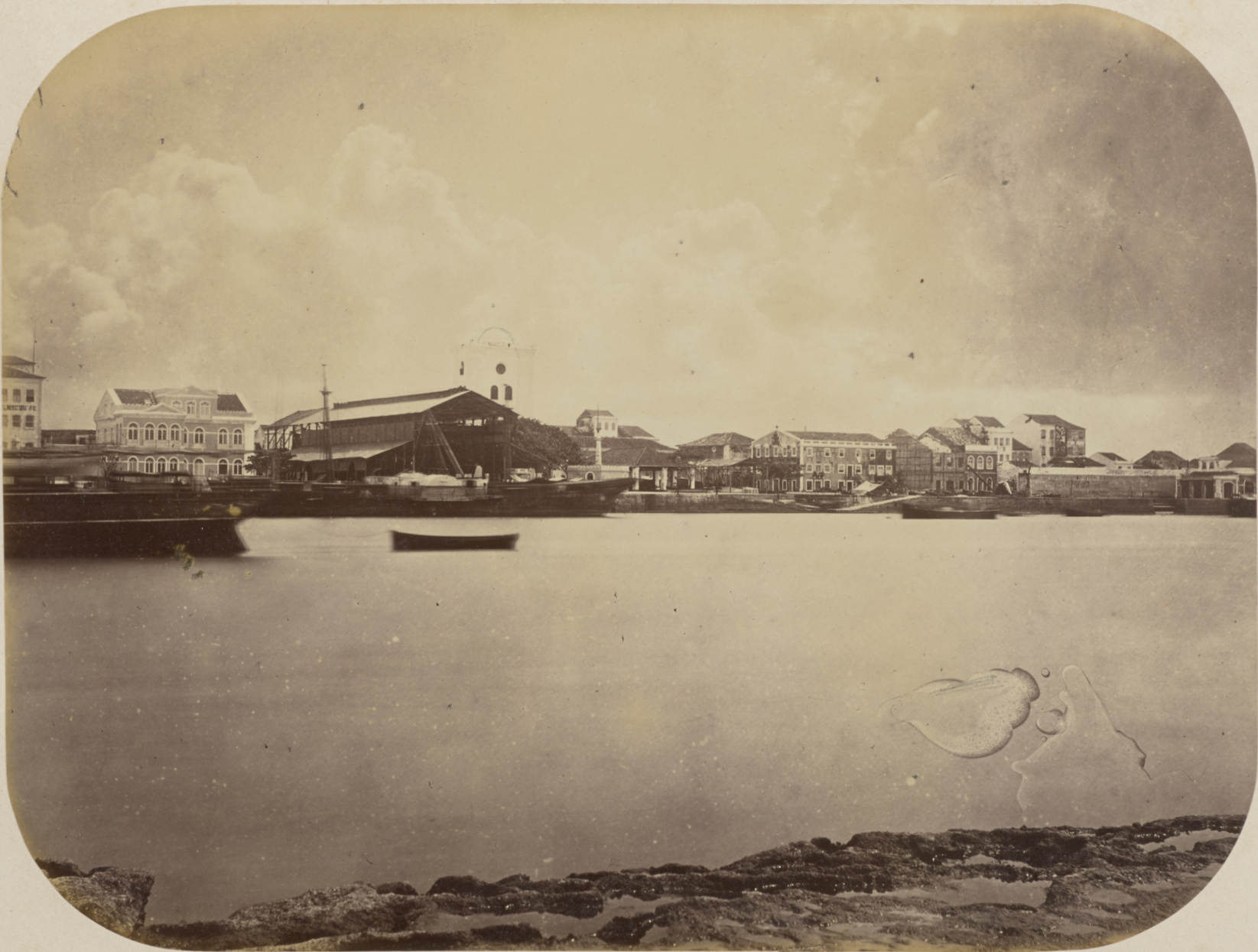
O Arsenal em 1875

O Arsenal da Marinha de Pernambuco foi um edifício sede da Marinha do Brasil na cidade de Recife, capital do estado brasileiro de Pernambuco.
Em 1884 uma publicação colocou o Arsenal como uma das edificações mais notáveis da capital pernambucana, erguida sob os moldes europeus.
Finalmente, com a Proclamação da República, o governo federal resolveu concentrar no Rio de Janeiro, então a capital do país, os seus arsenais da marinha, extinguindo os demais da Bahia, do Pará e de Pernambuco.
Desativado o Arsenal e com as ampliações e melhorias no Porto do Recife, suas edificações foram paulatinamente sendo demolidas, restando apenas a chamada Torre Malakoff.

## Companhias de artífice
O Arsenal era responsável, entre outras instituições como o Arsenal de Guerra ou o Colégio dos Órfãos de Santa Tereza, por garantir educação e disciplina de crianças sem pais ou responsáveis da "Casa dos Expostos" (onde os enjeitados eram entregues) - fazendo-o através de suas companhias de aprendizes, para cujas oficinas eram levadas a fim de aprenderem os ofícios ali lecionados, com a alternativa de poderem ingressar na carreira militar.
Havia no Arsenal duas companhias: a de aprendizes de artífice (que formava operários) e a Companhia de Aprendizes Marinheiros (destinada á formação de marujos para as embarcações de guerra).
O imperativo, a partir de 1822 quando teve início a formação do estado nacional, era conseguir formar operários brasileiros capacitados em substituição aos estrangeiros. Neste sentido foi que, em 1866, o Inspetor do Arsenal Hermenegildo Antonio de Barbosa d'Almeida oficiou ao presidente provincial João Lustosa da Cunha Paranaguá, preconizando a importância do uso desse tipo de arregimentação forçada: "Se conhecido estava o melhor meio de tripular os navios do Estado com marinhagem brasileira e bem disciplinada, era também necessário prover por modo que esses navios fossem construídos por operários brasileiros e que assim caminhasse o Brasil a tornar-se completamente independente do estrangeiro."

## A torre "Malakoff"

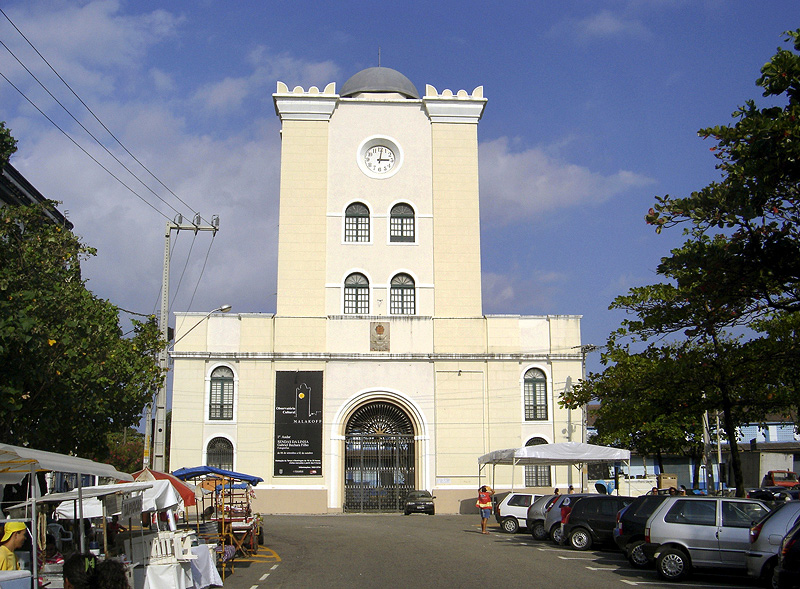
Imagem atual da torre Malakoff.

A torre foi construída entre 1853 a 1855, com o nome de "Portão Monumental e Observatório Astronômico", mas logo o povo da cidade batizou-a de "torre Malakoff", em alusão à fortaleza russa de Sebastopol que resistira bravamente durante a Guerra da Crimeia.
Com o fim do Arsenal, e sua demolição, esta foi a única construção remanescente e que, apesar de por duas vezes sofrer ameaças de demolição, subsistiu, integrando o patrimônio arquitetônico do Recife.